# Śmiertelne maski
Śmiertelne maski – piąty tom cyklu detektywistyczno-fantasy Akta Harry’ego Dresdena stworzonego przez amerykańskiego pisarza Jima Butchera. 
Akcja rozpoczyna się w lutym, 8 miesięcy po Przesileniu Letnim (kończącym akcję tomu poprzedniego) w studiu telewizyjnym na nagraniu programu Larry Fowler Show. Spotykają się tam: Harry Dresden, Mortimer Lindquist – ektomanta, mający zdolność rozmawiania z duchami, wsławiony wzywaniem zmarłych, Paolo Ortega – profesor Uniwersytetu Brazylijskiego, znany ze swej negującej postawy w stosunku do wydarzeń nadprzyrodzonych oraz ojciec Vincent z Watykanu, który bada wszelkiego rodzaju magiczne sprawy dla Kościoła. 
W trakcie nagrania okazuje się, iż każdy z gości życzy sobie porozmawiać z Dresdenem – Mortimer ma dla niego informacje dot. Susan Rodriguez (podobno przebywa ona obecnie w Peru), diuk Ortega, wampir z Czerwonego Dworu, chce pojedynku w zamian za zaprzestanie wojny pomiędzy Dworem a Białą Radą, zaś wielebny z Europy potrzebuje pomocy Harry’ego w sprawie Całunu Turyńskiego, który został właśnie skradziony (podobno przez kogoś z Chicago).
W trakcie prowadzenia śledztwa Dresden natrafia na trupa, w którym ciele znaleziono zarazki wielu chorób zakaźnych, w tym czarnej ospy. Co dziwniejsze, jego klatka piersiowa została pocięta w drobną kratkę, a ciało pozbawiono głowy i dłoni (by uniemożliwić identyfikację). Harry’ego atakuje również Ursiel, śmiertelnie niebezpieczny przeciwnik, jeden z Denarian, na szczęście w porę zjawiają się Rycerze Krzyża, Shiro, Sania oraz Michael, którzy ratują maga od śmierci.
Poszukując Całunu, Harry zwraca się o pomoc do Ulsharavas – istoty z Nigdynigdy, sprzymierzonej z duchem wyroczni. Ta kieruje go na łódź w porcie. Na „Wędrowcu” mag znajduje Całun, jednak dochodzi do walki pomiędzy nim a dwiema złodziejkami zwanymi Kościelnymi Myszami, Anną Valmont i Franciscą Garcią. Do walki wplątuje się również Lasciel – Denarianka o włosach przypominających długie brzytwy. Francisca ginie, zaś Anna ucieka ze zdobyczą, a Harry znów zostaje z niczym.
Po tym wydarzeniu Dresdena odwiedza Susan, rozwiewając wątpliwości dot. jej domniemanego, nowego chłopaka. Dziewczyna informuje go także o swojej nowej pracy w Peru, gdzie będzie działać przeciwko Czerwonemu Dworowi. Z racji zbliżającego się spotkania z rozjemcą – dziewczynką Archiwą w planowanym pojedynku z Ortegą, Harry chce zaproponować Michaelowi, by został jego sekundantem. Nieobecność przyjaciela powoduje, iż rolę tę przyjmuje inny Rycerz Krzyża, mieszkający z Carpenterami Azjata, Shiro. Spotkanie odbywa się wieczorem w tawernie McAnnaly. Na miejscu okazuje się, że sekundantem Ortegi został członek Dworu Białego, Thomas Raith.
Tego samego wieczoru odbywa się aukcja, na której prawdopodobnie zostanie zlicytowany Całun. Harry idzie na imprezę z Susan, jednak cała akcja kończy się spotkaniem z trzema Denarianami: Nicodemusem – Andurielem, jego córką Deirdre – Lasciel (poznaną już na łodzi) oraz wężopodobnym Quintusem Cassiusem – Salurielem. Po dłuższej walce dziewczynie i złodziejce udaje się zbiec, zaś Dresden zostaje uwięziony w Podmieściu. Z pomocą przychodzi mu Shiro, który dobija targu z Nicodemusem i ofiaruje siebie w zamian za więźnia.
Harry ucieka wraz z ukochaną, ukrywają się w jego mieszkaniu, gdzie dziewczyna zaczyna tracić nad sobą kontrolę i musi zostać spętana magiczną liną z włosów jednorożca. Między parą dochodzi do zbliżenia. 
Rozmowa z ojcem Forthillem u Michaela następnego dnia uświadamia magowi, iż ojciec Vincent to trup z kostnicy, a ciało wielebnego przybrał Quintus Cassius, który w obliczu dwóch Rycerzy Krzyża, oddaje dobrowolnie monetę.
Wieczorem na stadionie Wrigley odbywa się pojedynek między Dresdenem a Ortegą. Rolę sekundanta Harry’ego przyjmuje Susan. Przy pomocy siły woli muszą przesuwać mordit (kamień śmierci) przesuwają w stronę przeciwnika. Pojedynek przeradza się w bitwę z udziałem Kincaida, mordita i ukrytego snajpera (Martina), a zranionemu wampirowi udaje się zbiec.
Akcja następnie przenosi się na lotnisko O’Hare, gdzie Harry z Michaelem i Sanią chcą powstrzymać Nicodemusa przed rzuceniem klątwy. Niestety przybywają za późno. Umierający Shiro (jak się później okazuje śmiertelnie chory na raka) kieruje ich do pociągu jadącego do St. Louis (na międzynarodowe lotnisko), którym ucieka Denarianin z córką. W pojeździe dochodzi do dość dramatycznej walki, ostatecznie Nicodemus i Deirdre uciekają, Marcone znika z Całunem, a Dresden i Rycerze wychodzą z całej sytuacji bez większych obrażeń.
Ostatecznie Harry odnajduje Marcone'a z Całunem. Święte płótno było potrzebne, by pomóc wybudzić się ze śpiączki tajemniczej, młodej dziewczynie. Zaś w 
sprawie Ortegi okazuje się, że na jego posiadłość spadł stary rosyjski satelita i nikt nie przeżył wypadku.